# Chronolekt
Chronolekt – odmiana języka o podłożu historycznym. Niekiedy chronolekty utrzymują się w synchronii i funkcjonują w charakterze stylów lub rejestrów sytuacyjnych. Stoją w opozycji do geolektów (odmian terytorialnych) i socjolektów (odmian społecznych).